# Florida kormányzóinak listája
Ez a lista az Amerikai Egyesült Államok Florida államának kormányzóit sorolja föl. Florida hűséges maradt a Brit Birodalomhoz az amerikai függetlenségi háború idején (1776-83). A spanyolok azonban szövetkeztek a franciákkal és 1781-ben visszaszerezték Pensacolát az angoloktól, és 1784-ben visszanyerték az ellenőrzést egész Florida felett, amint az amerikai forradalom béketárgyalásai során elismerték.
Amikor a britek kiürítették Floridát, spanyol és más telepesek jöttek az Amerikai Egyesült Államok egyéb részeiről letelepedni. Legtöbbjüket a földreformmal csalogatták ide, mások szökött rabszolgák voltak, s olyanok, akik próbáltak az amerikai törvénykezés alól kibújni. Ahelyett, hogy Florida spanyollakta területté alakult volna, mindinkább amerikai jellegűvé vált. Az 1818-ban az amerikaiak Andrew Jackson tábornok, a későbbi amerikai elnök vezetésével folytattak katonai hadműveleteket a floridai szeminol indiánok ellen, amelyek később az első szeminol háború néven váltak ismertté.
Sok hivatalos és nem hivatalos katonai beavatkozás után Jackson 1821-ben végleg birtokba vette a területet az Amerikai Egyesült Államok nevében, és új területi kormányt hozott létre. 1822. március 30-án Florida az Amerikai Egyesült Államok része lett. Miután a területi hovatartozást törvénybe iktatták, 1824-ben egyesítették egyesítették Kelet-Floridát és Nyugat-Floridát. 1845. március 30-án Florida az Egyesült Államok 27. tagállama lett.
A kormányzói széket négy évre lehet elnyerni, s egy alkalommal lehet újraválasztani az adott kormányzót.
Jelenleg a 45. kormányzó, a Republikánus Párthoz tartozó Ron DeSantis tölti be a tisztséget 2019. január 8. óta. A helyettes kormányzó a szintén republikánus Jeanatte Núñez.

## Párthovatartozás
| Párt              | Kormányzó |
| ----------------- | --------- |
| Demokrata         | 34        |
| Republikánus      | 9         |
| Whig              | 1         |
| Prohibition Party | 1         |
| Független         | 1         |

## Florida katonai kormányzója
| Kép | Kormányzó      | Kormányzói szolgálat kezdete | Kormányzói szolgálat vége | Kinevező elnök neve | Egyéb választott (szövetségi) tisztségei |
| --- | -------------- | ---------------------------- | ------------------------- | ------------------- | --- |
|     | Andrew Jackson | 1821. március 10.            | 1821. december 31.        | James Monroe        | Az USA képviselőházának tagja (Tennessee képviseletében) (1796–1797) Az USA szenátusának tagja (Tennessee képviseletében) (1797–1798; 1823–1825) Az Amerikai Egyesült Államok 7. elnöke (1829–1837) |

## A Floridai terület kormányzói
|   | Kép               | Kormányzó          | Kormányzói szolgálat kezdete | Kormányzói szolgálat vége | Egyéb választott (szövetségi) tisztségei | Szolgálata alatt az USA elnöke |
| - | ----------------- | ------------------ | ---------------------------- | ------------------------- | --- | ------------------------------ |
| 1 |                   | William Pope Duval | 1822. április 17.            | 1834. április 24.         | Az USA képviselőházának tagja Kentucky képviseletében (1813–1815) | James Monroe                   |
| 1 | John Quincy Adams | William Pope Duval | 1822. április 17.            | 1834. április 24.         | Az USA képviselőházának tagja Kentucky képviseletében (1813–1815) |                                |
| 1 | Andrew Jackson    | William Pope Duval | 1822. április 17.            | 1834. április 24.         | Az USA képviselőházának tagja Kentucky képviseletében (1813–1815) |                                |
| 2 |                   | John Eaton         | 1834. április 24.            | 1836. március 16.         | Az USA szenátusának tagja (Tennessee képviseletében) (1818–1829) Az USA háborús államtitkára (1829–1831) Az USA-t képviselő miniszter Spanyolországban (1836–1840)                                                                  |                                |
| 3 |                   | Richard K. Call    | 1836. március 16.            | 1839. december 2.         | Az USA képviselőházának delegátusa (1823–1825) |                                |
| 4 |                   | Robert R. Reid     | 1839. december 2.            | 1841. március 19.         | Az USA képviselőházának tagja (Georgia képviseletében) (1819-1823) | Martin Van Buren               |
| 5 |                   | Richard K. Call    | 1841. március 19.            | 1844. augusztus 11.       | Az USA képviselőházának delegátusa (1823–1825) | William Henry Harrison         |
| 5 | John Tyler        | Richard K. Call    | 1841. március 19.            | 1844. augusztus 11.       | Az USA képviselőházának delegátusa (1823–1825) |                                |
| 6 |                   | John Branch        | 1844. augusztus 11.          | 1845. június 25.          | Észak-Karolina kormányzója (1817–1820) Az USA szenátusának tagja (Észak-Karolina képviseletében) (1823–1829) Az USA tengerészeti államtitkára (1829–1831) Az USA képviselőházának tagja (Észak-Karolina képviseletében) (1831–1833) |                                |

## Florida szövetségi állam kormányzói
| Florida kormányzóinak listája                                | Florida kormányzóinak listája                                | Florida kormányzóinak listája                                | Florida kormányzóinak listája                                | Florida kormányzóinak listája                                | Florida kormányzóinak listája                                | Florida kormányzóinak listája                                                          | Florida kormányzóinak listája                                | Florida kormányzóinak listája                                |
| Prohibition Party Whig Párt Demokrata Párt Republikánus Párt | Prohibition Party Whig Párt Demokrata Párt Republikánus Párt | Prohibition Party Whig Párt Demokrata Párt Republikánus Párt | Prohibition Party Whig Párt Demokrata Párt Republikánus Párt | Prohibition Party Whig Párt Demokrata Párt Republikánus Párt | Prohibition Party Whig Párt Demokrata Párt Republikánus Párt | Prohibition Party Whig Párt Demokrata Párt Republikánus Párt                           | Prohibition Party Whig Párt Demokrata Párt Republikánus Párt | Prohibition Party Whig Párt Demokrata Párt Republikánus Párt |
| #                                                            | Kép                                                          | Kormányzó                                                    | Hivatali idő                                                 | Párt                                                         | Terminus                                                     | Egyéb választott (szövetségi) tisztségei                                               | Helyettes                                                    | Helyettes                                                    |
| ------------------------------------------------------------ | ------------------------------------------------------------ | ------------------------------------------------------------ | ------------------------------------------------------------ | ------------------------------------------------------------ | ------------------------------------------------------------ | -------------------------------------------------------------------------------------- | ------------------------------------------------------------ | ------------------------------------------------------------ |
| 1                                                            |                                                              | William Dunn Moseley                                         | 1845. június 25. – 1849. október 1.                          | 40x40px[halott link]                                         | 1 (1845)                                                     |                                                                                        | Nem volt                                                     | Nem volt                                                     |
| 2                                                            |                                                              | Thomas Brown                                                 | 1849. október 1. – 1853. október 3.                          |                                                              | 2 (1849)                                                     |                                                                                        | Nem volt                                                     | Nem volt                                                     |
| 3                                                            |                                                              | James E. Broome                                              | 1853. október 3. – 1857. október 5.                          | 40x40px[halott link]                                         | 3 (1853)                                                     |                                                                                        | Nem volt                                                     | Nem volt                                                     |
| 4                                                            |                                                              | Madison S. Perry                                             | 1857. október 5. – 1861. október 7.                          | 40x40px[halott link]                                         | 4 (1857)                                                     |                                                                                        | Nem volt                                                     | Nem volt                                                     |
| 5                                                            |                                                              | John Milton                                                  | 1861. október 7. – 1865. április 1.                          | 40x40px[halott link]                                         | 5 (1861)                                                     |                                                                                        | Nem volt                                                     | Nem volt                                                     |
| 6                                                            |                                                              | Abraham K. Allison                                           | 1865. április 1. – 1865. május 19.                           | 40x40px[halott link]                                         | 5 (1861)                                                     |                                                                                        | Nem volt                                                     | Nem volt                                                     |
| —                                                            | Széküresedés                                                 | Széküresedés                                                 | 1865. május 19. – 1865. július 13.                           | —                                                            | 5 (1861)                                                     |                                                                                        |                                                              |                                                              |
| 7                                                            |                                                              | William Marvin                                               | 1865. július 13. – 1865. december 20.                        | —                                                            | 6 (1865)                                                     | Az USA megválasztott, de esküt nem tett szenátora (1865)                               | Nem volt                                                     | Nem volt                                                     |
| 8                                                            |                                                              | David S. Walker                                              | 1865. december 20. – 1868. július 4.                         | 40x40px[halott link]                                         | 6 (1865)                                                     |                                                                                        | William W. J. Kelly                                          | 40x40px[halott link]                                         |
| 9                                                            |                                                              | Harrison Reed                                                | 1868. július 4. – 1873. január 7.                            | 40x40px[halott link]                                         | 7 (1868)                                                     |                                                                                        | William Henry Gleason (Lemondott:868. december 14.)          | 40x40px[halott link]                                         |
| 9                                                            | Széküresedés                                                 | Harrison Reed                                                | 1868. július 4. – 1873. január 7.                            | 40x40px[halott link]                                         | 7 (1868)                                                     |                                                                                        |                                                              |                                                              |
| 9                                                            |                                                              | Harrison Reed                                                | 1868. július 4. – 1873. január 7.                            | 40x40px[halott link]                                         | 7 (1868)                                                     | Edmund C. Weeks (Kinevezve: 1870. január 24.) (Szolgálatának vége: 1870. december 27.) | 40x40px[halott link]                                         |                                                              |
| 9                                                            |                                                              | Harrison Reed                                                | 1868. július 4. – 1873. január 7.                            | 40x40px[halott link]                                         | 7 (1868)                                                     | Samuel T. Day (Kinevezve: 1870. december 27.)                                          | 40x40px[halott link]                                         |                                                              |
| 10                                                           |                                                              | Ossian B. Hart                                               | 1873. január 7. – 1874. március 18.                          | 40x40px[halott link]                                         | 8 (1872)                                                     |                                                                                        | Marcellus Stearns                                            | 40x40px[halott link]                                         |
| 11                                                           |                                                              | Marcellus Stearns                                            | 1874. március 18. – 1877. január 2.                          | 40x40px[halott link]                                         | 8 (1872)                                                     |                                                                                        | Széküresedés                                                 | Széküresedés                                                 |
| 12                                                           |                                                              | George Franklin Drew                                         | 1877. január 2. – 1881. január 4.                            | 40x40px[halott link]                                         | 9 (1876)                                                     |                                                                                        | Noble A. Hull (Lemondott: 1879. március 3.)                  | 40x40px[halott link]                                         |
| 12                                                           | Széküresedés                                                 | George Franklin Drew                                         | 1877. január 2. – 1881. január 4.                            | 40x40px[halott link]                                         | 9 (1876)                                                     |                                                                                        |                                                              |                                                              |
| 13                                                           |                                                              | William D. Bloxham                                           | 1881. január 4. – 1885. január 7.                            | 40x40px[halott link]                                         | 10 (1880)                                                    |                                                                                        | Livingston W. Bethel                                         | 40x40px[halott link]                                         |
| 14                                                           |                                                              | Edward A. Perry                                              | 1885. január 7. – 1889. január 8.                            | 40x40px[halott link]                                         | 11 (1884)                                                    |                                                                                        | Milton H. Mabry                                              | 40x40px[halott link]                                         |
| 15                                                           |                                                              | Francis P. Fleming                                           | 1889. január 8. – 1893. január 3.                            | 40x40px[halott link]                                         | 12 (1888)                                                    |                                                                                        | Nem volt                                                     | Nem volt                                                     |
| 16                                                           |                                                              | Henry L. Mitchell                                            | 1893. január 3. – 1897. január 5.                            | 40x40px[halott link]                                         | 13 (1892)                                                    |                                                                                        | Nem volt                                                     | Nem volt                                                     |
| 17                                                           |                                                              | William D. Bloxham                                           | 1897. január 5. – 1901. január 8.                            | 40x40px[halott link]                                         | 14 (1896)                                                    |                                                                                        | Nem volt                                                     | Nem volt                                                     |
| 18                                                           |                                                              | William Sherman Jennings                                     | 1901. január 8. – 1905. január 3.                            | 40x40px[halott link]                                         | 15 (1900)                                                    |                                                                                        | Nem volt                                                     | Nem volt                                                     |
| 19                                                           |                                                              | Napoleon B. Broward                                          | 1905. január 3. – 1909. január 5.                            | 40x40px[halott link]                                         | 16 (1904)                                                    | Megválasztott, de beiktatás előtt elhunyt szenátor (1910)                              | Nem volt                                                     | Nem volt                                                     |
| 20                                                           |                                                              | Albert W. Gilchrist                                          | 1909. január 5. – 1913. január 7.                            | 40x40px[halott link]                                         | 17 (1908)                                                    |                                                                                        | Nem volt                                                     | Nem volt                                                     |
| 21                                                           |                                                              | Park Trammell                                                | 1913. január 7. – 1917. január 2.                            | 40x40px[halott link]                                         | 18 (1912)                                                    | Az USA szenátusának tagja (1917–1936)                                                  | Nem volt                                                     | Nem volt                                                     |
| 22                                                           |                                                              | Sidney Johnston Catts                                        | 1917. január 2. – 1921. január 4.                            |                                                              | 19 (1916)                                                    |                                                                                        | Nem volt                                                     | Nem volt                                                     |
| 23                                                           |                                                              | Cary A. Hardee                                               | 1921. január 4. – 1925. január 6.                            | 40x40px[halott link]                                         | 20 (1920)                                                    |                                                                                        | Nem volt                                                     | Nem volt                                                     |
| 24                                                           |                                                              | John W. Martin                                               | 1925. január 6. – 1929. január 8.                            | 40x40px[halott link]                                         | 21 (1924)                                                    |                                                                                        | Nem volt                                                     | Nem volt                                                     |
| 25                                                           |                                                              | Doyle E. Carlton                                             | 1929. január 8. – 1933. január 3.                            | 40x40px[halott link]                                         | 22 (1928)                                                    |                                                                                        | Nem volt                                                     | Nem volt                                                     |
| 26                                                           |                                                              | David Sholtz                                                 | 1933. január 3. – 1937. január 5.                            | 40x40px[halott link]                                         | 23 (1932)                                                    |                                                                                        | Nem volt                                                     | Nem volt                                                     |
| 27                                                           |                                                              | Fred P. Cone                                                 | 1937. január 5. – 1941. január 7.                            | 40x40px[halott link]                                         | 24 (1936)                                                    |                                                                                        | Nem volt                                                     | Nem volt                                                     |
| 28                                                           |                                                              | Spessard Holland                                             | 1941. január 7. – 1945. január 2.                            | 40x40px[halott link]                                         | 25 (1940)                                                    | Az USA szenátusának tagja (1946–1971)                                                  | Nem volt                                                     | Nem volt                                                     |
| 29                                                           |                                                              | Millard F. Caldwell                                          | 1945. január 2. – 1949. január 4.                            | 40x40px[halott link]                                         | 26 (1944)                                                    | Az USA képviselőházának tagja (1933–1941)                                              | Nem volt                                                     | Nem volt                                                     |
| 30                                                           |                                                              | Fuller Warren                                                | 1949. január 4. – 1953. január 6.                            | 40x40px[halott link]                                         | 27 (1948)                                                    |                                                                                        | Nem volt                                                     | Nem volt                                                     |
| 31                                                           |                                                              | Daniel T. McCarty                                            | 1953. január 6. – 1953. szeptember 28.                       | 40x40px[halott link]                                         | 28 (1952)                                                    |                                                                                        | Nem volt                                                     | Nem volt                                                     |
| 32                                                           |                                                              | Charley Eugene Johns                                         | 1953. szeptember 28. – 1955. január 4.                       | 40x40px[halott link]                                         | 28 (1952)                                                    |                                                                                        | Nem volt                                                     | Nem volt                                                     |
| 33                                                           |                                                              | LeRoy Collins                                                | 1955. január 4. – 1961. január 3.                            | 40x40px[halott link]                                         | 28 (1952)                                                    |                                                                                        | Nem volt                                                     | Nem volt                                                     |
| 33                                                           | 29 (1956)                                                    | LeRoy Collins                                                | 1955. január 4. – 1961. január 3.                            | 40x40px[halott link]                                         |                                                              |                                                                                        | Nem volt                                                     | Nem volt                                                     |
| 34                                                           |                                                              | C. Farris Bryant                                             | 1961. január 3. – 1965. január 5.                            | 40x40px[halott link]                                         | 30 (1960)                                                    |                                                                                        | Nem volt                                                     | Nem volt                                                     |
| 35                                                           |                                                              | W. Haydon Burns                                              | 1965. január 5. – 1967. január 3.                            | 40x40px[halott link]                                         | 31 (1964)                                                    |                                                                                        | Nem volt                                                     | Nem volt                                                     |
| 36                                                           |                                                              | Claude R. Kirk, Jr.                                          | 1967. január 3. – 1971. január 5.                            | 40x40px[halott link]                                         | 32 (1966)                                                    |                                                                                        | Nem volt                                                     | Nem volt                                                     |
| 36                                                           | Ray C. Osborne (Beiktatva: 1969. január 7.)                  | Claude R. Kirk, Jr.                                          | 1967. január 3. – 1971. január 5.                            | 40x40px[halott link]                                         | 32 (1966)                                                    | 40x40px[halott link]                                                                   |                                                              |                                                              |
| 37                                                           |                                                              | Reubin Askew                                                 | 1971. január 5. – 1979. január 2.                            | 40x40px[halott link]                                         | 33 (1970)                                                    |                                                                                        | Thomas Burton Adams, Jr.                                     | 40x40px[halott link]                                         |
| 37                                                           | 34 (1974)                                                    | Reubin Askew                                                 | 1971. január 5. – 1979. január 2.                            | 40x40px[halott link]                                         | Jim Williams                                                 | 40x40px[halott link]                                                                   |                                                              |                                                              |
| 38                                                           |                                                              | Bob Graham                                                   | 1979. január 2. – 1987. január 3.                            | 40x40px[halott link]                                         | 35 (1978)                                                    | Az USA szenátusának tagja (1987–2005)                                                  | Wayne Mixson                                                 | 40x40px[halott link]                                         |
| 38                                                           | 36 (1982)                                                    | Bob Graham                                                   | 1979. január 2. – 1987. január 3.                            | 40x40px[halott link]                                         |                                                              | Az USA szenátusának tagja (1987–2005)                                                  | Wayne Mixson                                                 | 40x40px[halott link]                                         |
| 39                                                           |                                                              | Wayne Mixson                                                 | 1987. január 3. – 1987. január 6.                            | 40x40px[halott link]                                         |                                                              | Széküresedés                                                                           |                                                              |                                                              |
| 40                                                           |                                                              | Bob Martinez                                                 | 1987. január 6. – 1991. január 8.                            | 40x40px[halott link]                                         | 37 (1986)                                                    |                                                                                        | Bobby Brantley                                               | 40x40px[halott link]                                         |
| 41                                                           |                                                              | Lawton Chiles                                                | 1991. január 8. – 1998. december 12.                         | 40x40px[halott link]                                         | 38 (1990)                                                    | Az USA szenátusának tagja (1971–1989)                                                  | Buddy MacKay                                                 | 40x40px[halott link]                                         |
| 41                                                           | 39 (1994)                                                    | Lawton Chiles                                                | 1991. január 8. – 1998. december 12.                         | 40x40px[halott link]                                         |                                                              | Az USA szenátusának tagja (1971–1989)                                                  | Buddy MacKay                                                 | 40x40px[halott link]                                         |
| 42                                                           |                                                              | Buddy MacKay                                                 | 1998. december 12. – 1999. január 5.                         | 40x40px[halott link]                                         | Az USA képviselőházának tagja (1983–1989)                    | Széküresedés                                                                           |                                                              |                                                              |
| 43                                                           |                                                              | Jeb Bush                                                     | 1999. január 5. – 2007. január 2.                            | 40x40px[halott link]                                         | 40 (1998)                                                    |                                                                                        | Frank Brogan (Lemondott: 2003. március 3.)                   | 40x40px[halott link]                                         |
| 43                                                           | 41 (2002)                                                    | Jeb Bush                                                     | 1999. január 5. – 2007. január 2.                            | 40x40px[halott link]                                         |                                                              |                                                                                        | Frank Brogan (Lemondott: 2003. március 3.)                   | 40x40px[halott link]                                         |
| 43                                                           | Toni Jennings                                                | Jeb Bush                                                     | 1999. január 5. – 2007. január 2.                            | 40x40px[halott link]                                         | 40x40px[halott link]                                         |                                                                                        |                                                              |                                                              |
| 44                                                           |                                                              | Charlie Crist                                                | 2007. január 2. – 2011. január 4.                            | 40x40px[halott link]                                         | 42 (2006)                                                    | Az USA képviselőházának tagja (2017-jelenleg is)                                       | Jeff Kottkamp                                                | 40x40px[halott link]                                         |
| 44                                                           | FÜGG                                                         | Charlie Crist                                                | 2007. január 2. – 2011. január 4.                            |                                                              | 42 (2006)                                                    | Az USA képviselőházának tagja (2017-jelenleg is)                                       | Jeff Kottkamp                                                | 40x40px[halott link]                                         |
| 45                                                           |                                                              | Rick Scott                                                   | 2011. január 4. – 2019. január 7.                            | 40x40px[halott link]                                         | 43 (2010)                                                    |                                                                                        | Jennifer Carroll (Lemondott: 2013. március 12.)              | 40x40px[halott link]                                         |
| 45                                                           | Széküresedés                                                 | Rick Scott                                                   | 2011. január 4. – 2019. január 7.                            | 40x40px[halott link]                                         | 43 (2010)                                                    |                                                                                        |                                                              |                                                              |
| 45                                                           | Carlos López-Cantera (Kinevezve: 2014. február 3.)           | Rick Scott                                                   | 2011. január 4. – 2019. január 7.                            | 40x40px[halott link]                                         | 43 (2010)                                                    | 40x40px[halott link]                                                                   |                                                              |                                                              |
| 45                                                           | Carlos López-Cantera (Kinevezve: 2014. február 3.)           | Rick Scott                                                   | 2011. január 4. – 2019. január 7.                            | 40x40px[halott link]                                         | 44 (2014)                                                    | 40x40px[halott link]                                                                   |                                                              |                                                              |
| 46                                                           |                                                              | Ron DeSantis                                                 | 2019. január 8. – hivatalban                                 | 40x40px[halott link]                                         | 45 (2018)                                                    | Az USA képviselőházának tagja (2013-2018)                                              | Jeanatte Núñez                                               | 40x40px[halott link]                                         |